# Клусів
Клюсів (пол.Klusów) або Клусів, Клусув, з 1951 р. Бережне  — село, що існувало у межах міста Шептицького, Львівської області. Село мало форму літери «Г» — простягалося від сучасної вулиці Старої Шахтарської вздовж вулиці Клюсівської у напрямку Західного Бугу та вздовж вулиці Івасюка до території школи-інтернату.

## Історія
Перша письмова згадка про село датується 1460 роком.
У 1768 році польський сейм продав село у власність київському воєводі Франциску Селезію Потоцькому. Незабаром після цього воно стало частиною Австрійської імперії.
У 1749 році на найвищій точці села місцеві жителі збудували тризрубну дерев’яну церкву Святого Івана Богослова. Церкву відновили у 1787 році коштом греко-католицької парафії, яка на той час налічувала 244 особи, а в 1866 році її було розписано.
Клюсів був осередком освіти, зокрема навчання українською мовою. У 1868 році тут діяла 4-класна українська школа під керівництвом Симеона Рибака. У період 1874-78 років місцевий інтелігент Гнат Полотнюк організував 12 хорових груп. У вересні 1904 року в Клюсові була заснована читальня товариства "Просвіта".
У Другій Речі Посполитій Клюсів до 1934 року було самостійною (одиничною) гміною. Згодом входило до складу об'єднаної сільської гміни Кристинопіль у Сокальському повіті Львівського воєводства.
Після другої світової війни село увійшло до складу Грубешівського повіту в Люблінському воєводстві. 1946 року все українське населення села примусово виселили на територію Радянського Союзу, а спорожнілі хати розібрано на дрова.
У 1951 році село разом із усією територією гміни Кристинопіль було приєднане до Радянського Союзу в межах радянсько-польської угоди про обмін територіями 1951 року. З кінця 1950-х років розпочалася активна забудова нового радянського міста Червонограда, що охоплювала й територію села. У 1958 році на території села розпочалося будівництво лікарняного містечка. Поруч зведено Червоноградську школу №1. Школа отримала у спадок 2 гектари земельних угідь, на яких працювали учні.
Сьогодні згадками про село Клюсів слугують залишки клюсівського кладовища, розташовані на вулиці Клюсівській між будинками №17 та №19А, а також сама назва вулиці..

## Зовнішні посилання
- Kłusów 1.) wś, pow. sokalski // Słownik geograficzny Królestwa Polskiego. — Warszawa : Druk «Wieku», 1883. — Т. IV. — S. 190. (пол.)